# Luigi Bianco di Barbania
Carlo Filippo Giuseppe Luigi Bianco di Barbania (San Maurizio Canavese, 25 maggio 1777 – Torino, 27 settembre 1836) è stato un generale italiano, insignito da re Carlo Alberto di Savoia del Collare dell'Ordine della Santissima Annunziata, fu intimo amico del sovrano, di cui godeva della massima fiducia.

## Biografia
Nacque a San Maurizio Canavese il 25 maggio 1777. Secondo scudiero e aiutante di campo di S.A.R. il principe di Carignano, fu onorato dal lui del titolo di "amico". Divenuto primo scudiero ed intendente del principe diede a Carlo Alberto di Savoia prove di assoluta fedeltà, tanto da meritare da lui ogni fiducia e di essere prescelto per accompagnare e proteggere la futura regina Maria Teresa d'Asburgo-Lorena e la famiglia quando per i moti rivoluzionari del 1821 dovette abbandonare la Patria ed andare in esilio a Firenze. Dopo l'ascesa al trono del Regno di Sardegna di Carlo Alberto fu insignito delle onorificenze di Cavaliere di Gran Croce decorato di gran cordone dell'Ordine dei Santi Maurizio  e Lazzaro, Grande di Corona e di Cavaliere dell'Ordine militare di Savoia col titolo di maggiore generale.  Il 20 aprile 1835 fu insignito del Collare dell'Ordine della Santissima Annunziata. Si spense a Torino il 27 settembre 1836.

### Fonti
1. ↑  Ilari, Shamà 2008, p. 116.
2. 1 2 3  Comune di Caselle Torinese.
3. ↑  Carlo Alberto 1921, p. 203.
4. ↑  Carlo Alberto 1921, p. 128.
5. ↑   Calendario generale pe' Regii Stati pubblicato con autorità del Governo e, 1835,  p. 161. URL consultato il 12 marzo 2021.
6. ↑  Tettoni, Saladini 1843, p. 9.
7. ↑  Tettoni, Saladini 1843, p. 10.
8. ↑   Gazzetta di Genova, 1835,  p. 60. URL consultato il 12 marzo 2021.
9. ↑   Gazzetta piemontese, 1832,  p. 51. URL consultato il 12 marzo 2021.